# Sâm thử
Sâm thử (chữ Hán: 參鼠) là một món ăn tươi sống từ loài chuột đồng trong ẩm thực Trung Hoa. Được Từ Hy thái hậu chiêu đãi các sứ thần phương Tây trong bữa tiệc Xuân năm Giáp Tuất (1874). Đây là món ăn được cho là kinh dị, xa hoa và tốn kém. Món này còn có tên là chuột bao tử, chuột sâm. Theo các nhà khoa học, món ăn này chứa đủ các loại mầm bệnh khác nhau.

## Lịch sử
Trong suốt chiều dài lịch sử nhân loại cho đến ngày nay, chưa có yến tiệc nào linh đình, trọng thể, vĩ đại… bằng tiệc Xuân năm Giáp Tuất (1874) do Từ Hy thái hậu, đời nhà Thanh, tổ chức để khoản đãi phái đoàn Sứ Thần, tướng lãnh các quốc gia Tây phương. Tiệc được chuẩn bị 11 tháng 6 ngày trước, sử dụng 1750 người phục vụ, tốn kém 98 triệu hoa viên thời đó tương đương 374 ngàn lượng vàng ròng, gồm 400 thực khách và đại tiệc kéo dài suốt 7 ngày đêm bắt đầu từ giao thừa (12 giờ đêm) Tết nguyên đán Giáp Tuất.
Thực Đơn: Gồm tất cả 140 món. Theo chiếu chỉ của Từ Hi Thái Hậu, mỗi tỉnh tuyển lựa mười đầu bếp tài giỏi. Các đầu bếp này họp nhau ở thủ đô từ ngày rằm tháng 2 năm Kỷ Hợi (1873) nghĩa là 11 tháng 6 ngày trước đại tiệc để cùng nhau soạn thảo các món ăn ngon, lạ.
Sau gần hai tháng thảo luận, một thực đơn gồm 140 món được hình thành, trong số này có bảy món thật bổ dưỡng, thật đặc biệt, thật lạ lùng, mỗi ngày chỉ thiết đãi một món, thực khách ăn vào chẳng những không thấy đầy bụng mà sự mệt mỏi, bực bội như tan biến đi, tinh thần sảng khoái gấp bội.
Và Sâm thử là một trong bảy món ăn đó.

## Xuất xứ của chuột và cách nuôi
Vùng Dương Châu có một loại gạo ngon nhất lục địa Trung Hoa. Chuột đồng ở đây ăn lúa ngon nên da thịt ngon lành, sạch sẽ hơn chuột ở các nơi khác. Từ Hy Thái hậu truyền bắt hàng trăm con đem về. Nuôi bằng ngũ cốc trộn với nhân sâm ngàn năm, nhung và nhiều vị thuốc tráng dương khác. Đến lúc đám chuột này đẻ con, người ta giết sạch, chỉ để lại bầy chuột con và nuôi tiếp với chế độ ăn uống tương tự. Những con chuột con được tuyển chọn sẽ được nuôi trong lồng kính, được ăn toàn gạo trộn trứng gà cùng các vị thuốc bổ, uống nước sâm và nước lê ép. Mỗi ngày, chuột được tắm rửa hai lần bằng nước trầm thơm và các dược liệu hảo hạng. Cứ nuôi như vậy đến đời thứ 3 chuột mới là "Thập toàn đại bổ" người ta mới bắt những chú chuột non ra chế biến món ăn và thế là tất cả các tinh hoa, khôn ngoan của giống chuột cộng với tính chất cải lão hoàn đồng, cải tử hoàn sinh, bổ thận tráng dương của nhân sâm vốn được Phương đông đặt lên hàng đầu.
Bởi qua ba đời được nuôi bằng sâm, nhung và các loại dược liệu quý, chuột đã tích tụ đầy đủ tất cả mọi chất bổ dưỡng, tinh khiết. Lúc này, chuột con mới vừa sinh ra trông đỏ hỏn như một củ hồng sâm biết bò. Theo Từ Hy, ăn chuột vào lúc nào cũng giống như thưởng thức tinh hoa của những củ hồng sâm hảo hạng. Người nuôi Sâm Thử phải tính toán thế nào cho đúng lúc chuột vừa sinh là vừa tới giờ dùng món ăn này theo thực đơn của Thái hậu, sớm hơn không tốt mà trễ thì không xong.

## Thưởng thức
Trước khi đưa ra bàn tiệc, đầu bếp nhúng từng con chuột vào trong một cái bát đựng đầy mật ong nguyên chất trộn với sâm, nhung, thuốc bổ thận. Chuột non uống mật đến căng to bụng nhưng không chết. Sau đó, đầu bếp dùng một chiếc đũa đầu dẹp gạt đuôi chuột vắt trên miệng chén. Thân chuột lúc bấy giờ chìm dưới lớp mật, bụng vẫn còn thoi thóp thở để chờ… thưởng thức. Thực khách khi ăn, vừa cắn vào áo bột vẫn nghe tiếng… chuột kêu chi chít, cảm thấy được chuột con đang nhúc nhích trong miệng mình!. Thịt chuột mềm thơm như sữa, thậm chí chưa có xương, thực khách khi đang ăn nhìn qua miệng người khác còn thấy được… đuôi chuột đang ngọ nguậy!
Nguyên Đại sứ Tây Ban Nha kể lại rằng đến món ăn đặc biệt ấy thì có một ông quan đứng lên giới thiệu trước rồi quân hầu bưng lên bàn tiệc cho mỗi quan khách một cái đĩa con bằng ngọc trong đó có một con chuột bao tử chưa mở mắt, đỏ hỏn hãy còn cựa quậy – nghĩa là một con chuột bao tử sống. Bao nhiêu quan khách thấy thế chết lặng đi bởi vì nếu phải theo giao tế mà ăn món này thì… nhất định phải… trả lại hết những món gì đã ăn trước đó.
Mọi người nhìn nhau Thái hậu cầm dĩa xúc con chuột bao tử ăn để cho mọi người bắt chước ăn theo. Con chuột kêu chít chít, người tinh mắt thấy một tia máu vọt ra… Hoàng đế Trung Hoa thong thả vừa nhai vừa suy nghĩ như thể muốn kéo dài cái thú ăn tuyệt diệu ra để cho cái thú ấy thấm nhuần trí óc và cơ thể và Ngài nói:
- Mời chư vị.
Nhưng không một vị nào đụng đũa, cứ nguồi trơ ra mà nhìn. Thái Hậu bèn cười mà nói đùa:
- Tôi thấy tiếc cho đất nước tôi vì không có được nền văn minh Âu Mỹ như các ngài, nhưng riêng về cái ăn thì tôi thấy các ngài quả là lạc hậu, không biết cái gì là ngon, là bổ. Về món đó, các ngài có lẽ còn phải học nhiều của người Á Đông.
Không một người nào trả lời vì có lẽ các ông đại diện ấy đến lúc ấy đều bán tín bán nghi không biết ăn chuột bao tử như thế là văn minh hay man dã. Tuy nhiên người ta có thể chắc chắn là chưa có một nước nào trên thế giới lại có một món ăn kinh dị, cầu kỳ đến thế bao giờ.
Chính Đại sứ Tây Ban Nha nhắm mắt lại thử ăn nhưng ông thú thực rằng vừa cho vào miệng cắn một cái thấy chuột con kêu chít chít, ông ta vội vàng chạy ra ngoài, nhè ra, và một tháng sau còn sợ.
Sau này, đem câu chuyện đó nói với mấy vị đông y sĩ, ông ta biết rằng người Âu Mỹ không biết ăn cái món ấy quả là "Chậm tiến" và mấy ông già còn cho biết thêm rằng chuột thường nuôi bằng sâm đã bổ hết sức rồi, nhưng nếu tìm được giống chuột chù mà nuôi bằng sâm theo cách thức nói trên thì còn bổ gấp trăm lần nữa…".
Sâm Thử là món ăn cực kỳ vương giả, bồi bổ cho lục phũ ngũ tạng, giúp sáng mắt, bổ tì, vị.

## Nhận định của các nhà khoa học
Ngày nay, lời giải về công năng kỳ diệu của món thịt chuột bao tử vẫn còn là một ẩn số. Tuy vậy, nhiều người vẫn tin vào công dụng bổ thận, tráng dương mà thường xuyên sử dụng món ăn này. Liên quan đến thông tin cho rằng ăn chuột bao tử có khả năng giúp tăng cường sinh lực phòng the, trao đổi với PV, bác sĩ - thầy thuốc nhân dân Nguyễn Xuân Hướng, nguyên Chủ tịch hội Đông y Việt Nam cho biết: "Theo y dược cổ truyền, thịt chuột đồng có vị ngọt chát, tính hơi ấm, không độc, tác dụng hàn thương, liền xương. Nó được dùng chữa trị cơ thể suy nhược, trẻ em cam tích, các vết thương, vết bỏng, gãy xương, đau lưng, nhức mỏi. Tôi cũng từng nghe thông tin về việc ăn chuột bao tử giúp cường dương, tăng cường sinh lực đàn ông. Tuy nhiên, hiện chưa có nghiên cứu nào chứng thực điều đó. Có thể dựa vào những công dụng của thịt chuột mà nhiều người suy đoán ra rằng nó có lợi cho chuyện chăn gối của phái mạnh".
Nhiều chuyên gia dinh dưỡng cho rằng, thịt chuột có nhiều công dụng tốt. Tuy nhiên, cần phải đảm bảo đó là chuột sạch và không mang mầm bệnh. Ngày nay, nhiều người khi ăn chuột bao tử chỉ chần qua nước nóng sẽ rất nguy hiểm vì các bệnh mà chuột mang trong cơ thể chúng sẽ đi trực tiếp vào cơ thể người qua đường tiêu hóa. Đặc biệt, người tiêu dùng không biết rõ con chuột mẹ đó được bắt từ đâu, nếu là chuột bẩn, chuột mang mầm bệnh thì rất có thể chúng đã truyền bệnh cho con của nó.
Đa số các nhà khoa học cho rằng chuột bao tử chẳng những không bổ béo gì mà còn chứa đủ các loại mầm bệnh khác nhau. Không có gì khó hiểu, chuột vốn nổi tiếng là vật trung gian truyền các bệnh như sốt xuất huyết, dịch hạch, vàng da xuất huyết do Leptospira, sốt xuất huyết với hội chứng thận do Hantavirus.